# Le valigie di Tulse Luper - La storia di Moab
Le valigie di Tulse Luper - La storia di Moab (The Tulse Luper Suitcases, Part 1: The Moab Story) è un film del 2003 diretto da Peter Greenaway.

## Trama
La storia ha come protagonista il gallese Luper. Nel 1922, a dieci anni, quest'ultimo viene rinchiuso dal padre nel deposito del carbone per punizione perché giocava alla guerra.
Nel 1936 i Mormoni lo rinchiudono in una prigione del Colorado perché pensano che stia cercando illegalmente l'uranio.
Due anni dopo viene rinchiuso nel bagno di un hotel della stazione ferroviaria di Anversa. Tutte queste prigioni non sono solo reali, ma sono anche dimensioni mentali che imprigionano Luper e dalle quali egli evade sempre con una valigia.

## Distribuzione
Il film è uscito nelle sale italiane il 23 gennaio 2004.